# کومسومولسکی (آدیغیه)
کومسومولسکی (به لاتین: Komsomolsky) یک منطقهٔ مسکونی در روسیه است که در شهرستان کوشخابلسکی واقع شده‌است. کومسومولسکی ۱۵۹ نفر جمعیت دارد.